# Vilcanchos (distrito)
Vilcanchos é um distrito do Peru, departamento de Ayacucho, localizada na província de Victor Fajardo.

## Transporte
O distrito de Vilcanchos não é servido pelo sistema de estradas terrestres do Peru.